# Titanoceratops
Tytanoceratops (Titanoceratops) – rodzaj ceratopsa z rodziny Ceratopsidae i podrodziny Ceratopsinae żyjącego w późnej kredzie (późny kampan – co najmniej 73, a najprawdopodobniej ok. 74 mln lat temu) na terenach dzisiejszej Ameryki Północnej. Gatunkiem typowym jest T. ouranos, którego holotypem jest niekompletny szkielet oznaczony OMNH 10165 z zachowanymi m.in. niekompletną czaszką i żuchwą, kręgami szyjnymi (w tym zrośniętymi pierwszymi kręgami, tzw. syncervical), grzbietowymi i krzyżowymi, żebrami, kośćmi ramiennymi, prawą kością promieniową, kośćmi udowymi i piszczelowymi, prawą kością strzałkową oraz kośćmi biodrowymi i kulszowymi. Okaz holotypowy odkryto w 1941 roku na terenie hrabstwa San Juan w amerykańskim stanie Nowy Meksyk, w osadach należących do formacji Fruitland lub formacji Kirtland; potem przez kilkadziesiąt lat po odkryciu pozostawał w Sam Noble Oklahoma Museum of Natural History, niewydobyty ze skał i niezbadany. Badania nad okazem rozpoczęto dopiero w 1995 roku. OMNH 10165 pierwotnie został uznany za szkielet przedstawiciela gatunku Pentaceratops sternbergi. Okaz ten jest jednak znacznie większy od innych znanych przedstawicieli gatunku P. sternbergi. Lehman (1998) oszacował całkowitą długość ciała OMNH 10165 na 6,8 m; porównując go z okazem oznaczonym PMU R268 (zarówno przez Lehmana (1998), jak i przez Longricha (2011) uznanym za reprezentujący gatunek P. sternbergi) odkrył, że kości kończyn i obręczy kończyn OMNH 10165 są o 14-29% (średnio 18%) większe od odpowiadających im kości PMU R268. Według obliczeń Longricha (2011) OMNH 10165 jest szkieletem zwierzęcia o masie ok. 6550 kg, co czyniłoby go największym znanym ceratopsem żyjącym w kampanie, o masie porównywalnej z masą żyjących w późnym mastrychcie rodzajów Triceratops i Torosaurus. Inne znane skamieniałości P. sternbergi należały do zwierząt o masie nie przekraczającej 2500 kg. Według Longricha nie tylko wielkie rozmiary OMNH 10165 różnią go od P. sternbergi; budowa jego szkieletu sugeruje jego bliższe pokrewieństwo z mastrychckimi rodzajami Torosaurus i Triceratops niż z pentaceratopsem. Hipotezę tę wspierają rezultaty przeprowadzonej przez Longricha analizy kladystycznej, z której wynika, że OMNH 10165 był siostrzany do kladu tworzonego przez rodzaje Triceratops, Torosaurus i Eotriceratops. Aby OMNH 10165 stał się taksonem siostrzanym do P. sternbergi konieczne jest wydłużenie drzewa filogenetycznego aż o dziesięć stopni w stosunku do najbardziej parsymonicznego, co sugeruje, że bliskie pokrewieństwo OMNH 10165 z pentaceratopsem jest mało prawdopodobne. Longrich przeniósł więc ten okaz do nowego rodzaju Titanoceratops, ustanawiając go holotypem gatunku typowego T. ouranos; zaliczył też rodzaje Titanoceratops, Eotriceratops, Torosaurus i Triceratops (ten ostatni rodzaj Longrich uznaje za starszy synonim rodzajów Nedoceratops, Ojoceratops i być może również Tatankaceratops) do grupy Triceratopsini, zdefiniowanej jako klad obejmujący wszystkie gatunki bliżej spokrewnione z Triceratops horridus niż z Anchiceratops ornatus lub Arrhinoceratops brachyops. Titanoceratops jest obecnie najstarszym znanym przedstawicielem Triceratopsini, starszym o 5-6 mln lat od eotriceratopsa. Jeśli Titanoceratops faktycznie jest rodzajem odrębnym od pentaceratopsa i przedstawicielem Triceratopsini, oznacza to, że wielkie rozmiary (porównywalne z rozmiarami triceratopsa) osiągnęli przedstawiciele tylko jednej linii ewolucyjnej Ceratopsinae (tj. Triceratopsini), a nie dwóch (tj. Triceratopsini i linii prowadzącej do pentaceratopsa). T. ouranos może też dostarczać dowodów na to, że w kampanie różne części ówczesnego kontynentu Laramidii (obejmującego dzisiejszy zachód Ameryki Północnej) były zasiedlane przez endemiczne fauny dinozaurów. T. ouranos dostarcza dowodów na to, że przedstawiciele Triceratopsini żyli w kampanie na terenach dzisiejszego południowego zachodu Stanów Zjednoczonych; żadni kampańscy przedstawiciele tej grupy nie są natomiast znani z terenów położonych dalej na północ, takich jak Montana czy Alberta, gdzie pojawiają się dopiero w mastrychcie. Longrich interpretuje to jako możliwy dowód na to, że w kampanie Triceratopsini zasiedlały jedynie południe Laramidii, a w mastrychcie rozprzestrzeniły się na północ kontynentu.
Czaszka okazu holotypowego T. ouranos należy do największych znanych czaszek ceratopsów. Jej długość od czubka pyska do tylnej krawędzi kości kwadratowej wynosi 1,2 metra, a rogi nadoczodołowe miały 91 cm długości. Według Lehmana (1998) większość wymiarów czaszki OMNH 10165 (np. wysokość twarzoczaszki przed oczodołami, wysokość dzioba) jest o 17-25% większych niż odpowiadające im wymiary znanych czaszek pentaceratopsów (AMNH 6325, AMNH 1624, PMU R200). Lehman oszacował, że jeśli stosunek długości części czaszki między czubkiem pyska a tyłem kości szczękowej do całkowitej długości czaszki wraz z kryzą był u OMNH 10165 taki sam, jak u P. sternbergi (tj. 0,32-0,34 : 1), to całkowita długość czaszki T. ouranos wynosiłaby 303-322 cm, a więc byłaby o ok. 18% dłuższa od największych czaszek pentaceratopsów. Jednak według Lehmana czaszka T. ouranos miała trochę inne proporcje niż czaszki P. sternbergi; Titanoceratops miał m.in. proporcjonalnie dłuższy pysk niż Pentraceratops. Przy przyjęciu założenia, że u OMNH 10165 długość części czaszki między czubkiem pyska a tyłem kości szczękowej stanowiła 35% długości czaszki wraz z kryzą, tę ostatnią wartość należałoby oszacować na 2,9 m. Przyjęcie tych wymiarów oznaczałoby, że Titanoceratops miał największą czaszkę ze wszystkich znanych kręgowców lądowych. Longrich (2011) szacuje, że cała czaszka wraz z kryzą mierzyła 2,65 metra długości. Ze względu na niekompletność czaszki nie można stwierdzić, czy czaszka OMNH 10165 rzeczywiście jest największa ze wszystkich znanych czaszek kręgowców lądowych; Longrich podkreśla jednak, że jest ona niewątpliwie jednym z kandydatów do tego tytułu.